# Dale Santon
Pour les articles homonymes, voir Santon.
Pas d'image ? Cliquez ici

a Compétitions nationales et continentales officielles uniquement.

b Matchs officiels uniquement.
Dernière mise à jour le 6 août 2009.
Dale Santon, né le 18 août 1969 au Cap (Afrique du Sud), est un joueur de rugby à XV sud-africain qui a joué avec l'équipe d'Afrique du Sud en 2003. Il évolue comme talonneur.

## Carrière

### En province
Il évolue dans la province sud-africaine de Currie Cup des Eagles.
- Eagles (Afrique du Sud)

### En équipe nationale
Il effectue son premier test match avec les Springboks le 12 juillet 2003 à l’occasion d’un match contre l'équipe d'Australie. Il a disputé un match de la Coupe du monde de rugby 2003.
- 4 sélections
- Sélections par année : 4 en 2003